# 도산공원
도산 공원(島山公園)은 서울 강남구 신사동에 있는 공원이다. 1971년 착공하여 1973년에 개원하였다. 공원 이름은 안창호 선생의 아호(我號)인 '도산(島山)'에서 따온 것으로 안창호 선생의 애국심과 교육정신을 기념하는 뜻으로 붙였다. 
도산 안창호 선생과 부인 이혜련 여사가 함께 묻힌 곳으로, 공원 동쪽에 안창호 선생 동상이 있고 서양식 정원처럼 둥근 중앙을 중심으로 산책로가 뻗어있다. 도산 공원 안 도산 안창호 기념관에서는 도산의 생애와 사상을 한눈에 살펴볼 수 있는 사진, 서한, 임시정부사료집, 도산 일기가 전시돼 있다. 도산 어록과 연보, 사진을 볼 수 있는 터치 스크린도 함께 설치되어 있다.

## 사진

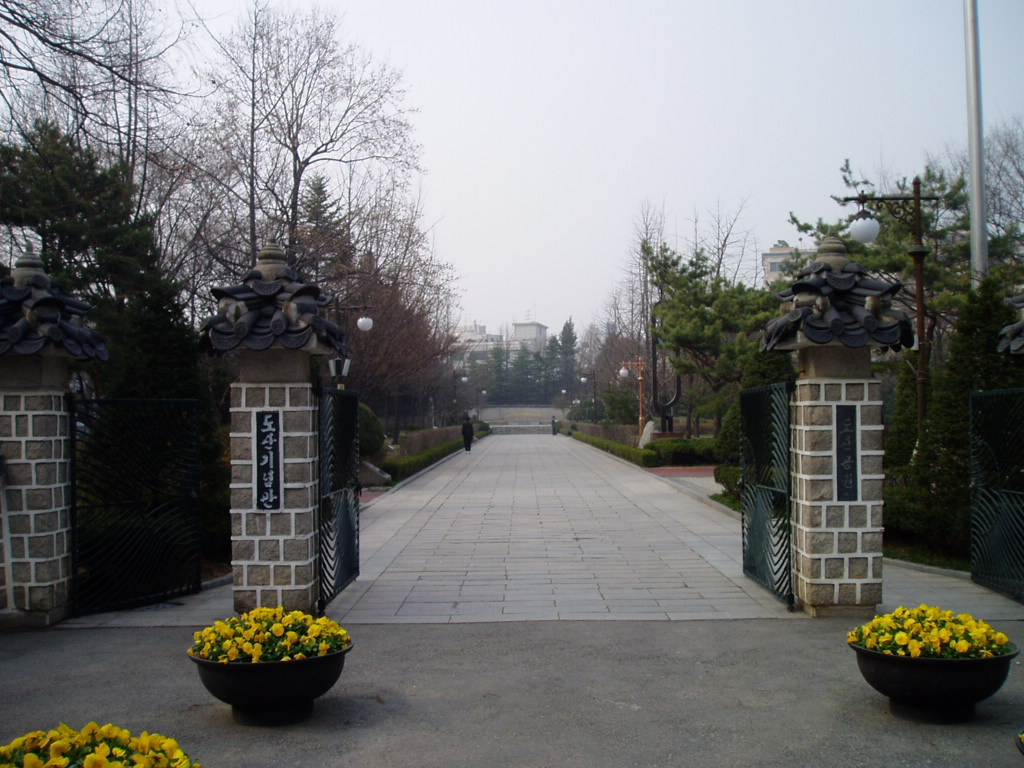
도산공원 정문
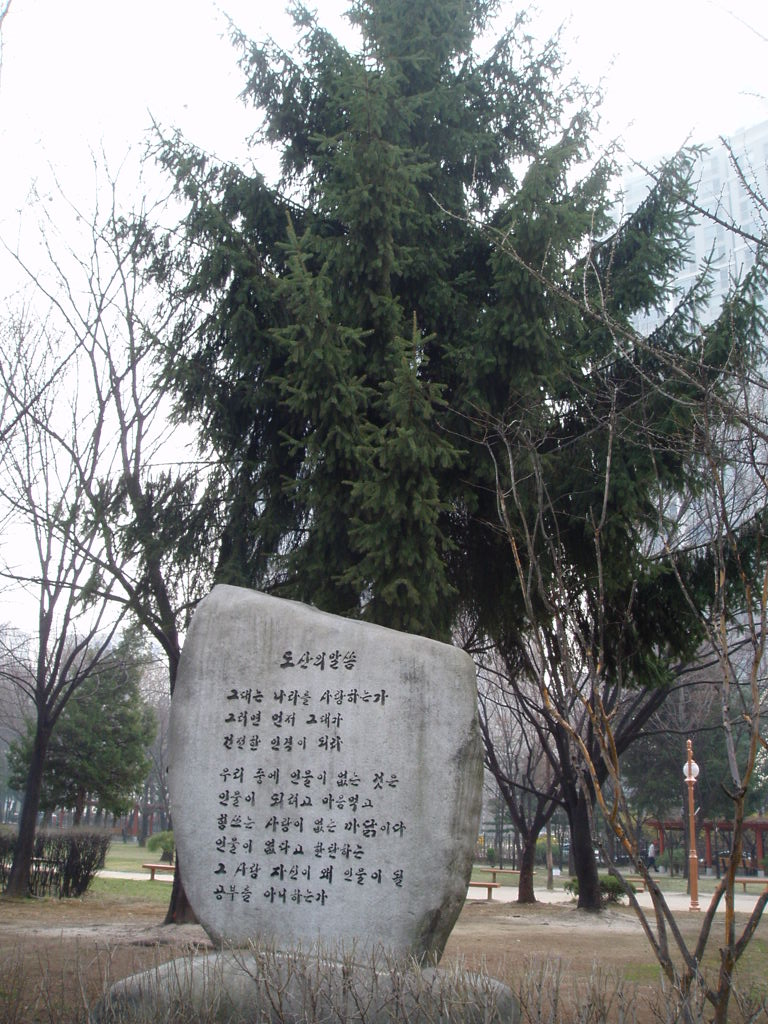
도산의 말씀
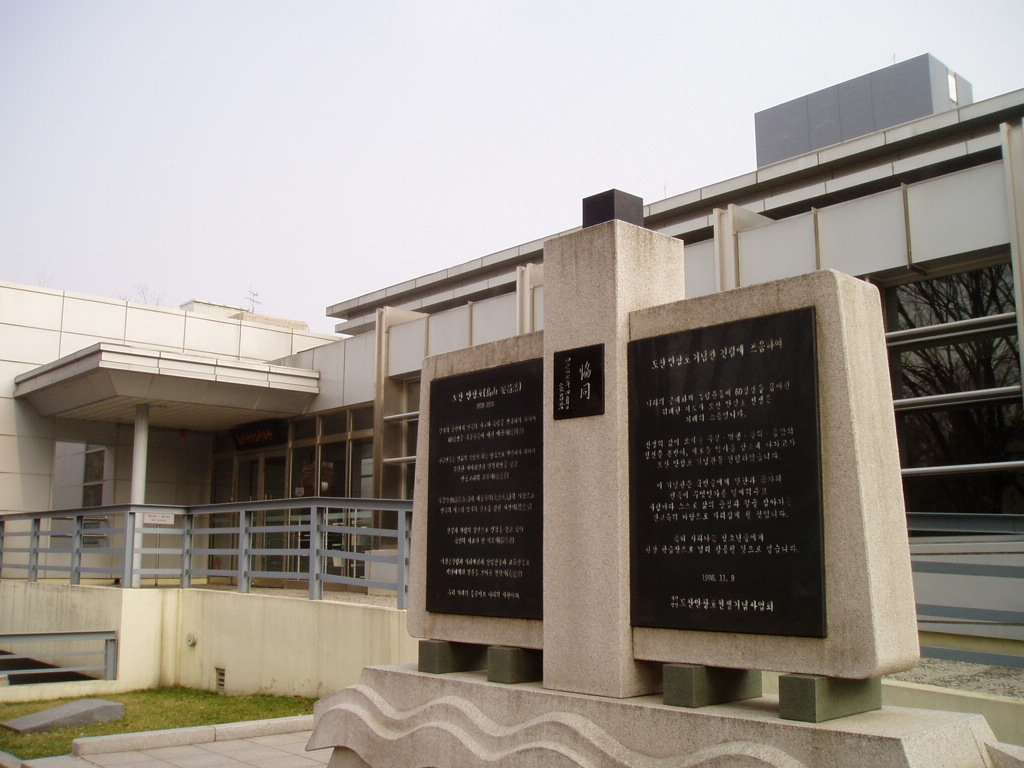
도산 안창호 기념관

## 교통
수도권 전철 3호선 압구정역과 분당선 압구정로데오역에서 도보 10~15분(1 km)이면 찾아갈 수 있다.

## 같이 보기
- 백범김구기념관